# Pietro Porqueddu
Pietro Porqueddu (Porto Torres, 1º gennaio 1894 – Sassari, 1º gennaio 1974) è stato un cantante italiano, esponente del canto sardo a chitarra, della prima generazione.
Pietro Porqueddu nel 1929 insieme ai colleghi Luigino Cossu e Antonio Desole ed il chitarrista Ignazio Secchi a Milano registrò il suo primo 78 giri per La voce del padrone.